# サンパウロ近代美術館
サンパウロ近代美術館（ポルトガル語: Museu de Arte Moderna de São Paulo、略称: MAM）は、ブラジルのサンパウロのイビラプエラ公園内にある美術館である。

## 概要
ニューヨーク近代美術館をモデルとして建設され、1948年に竣工した。
アニタ・マルファッティ、アルフレッド・バリー、アルド・ボナデイ、エミリアーノ・ディ・カヴァルカンティ、ジョゼ・アントニオ・ダ・シルヴァー、ジョアン・ミロ、マルク・シャガール、マリオ・ザニーニ、パブロ・ピカソ作品などを含む、4000作品以上のコレクションを持つ。
この美術館で学んだ画家にシルビア・マルティンス、また、館長マリオ・ペデロッサに師事した洋画家の島村達彦がいる。

## ギャラリー

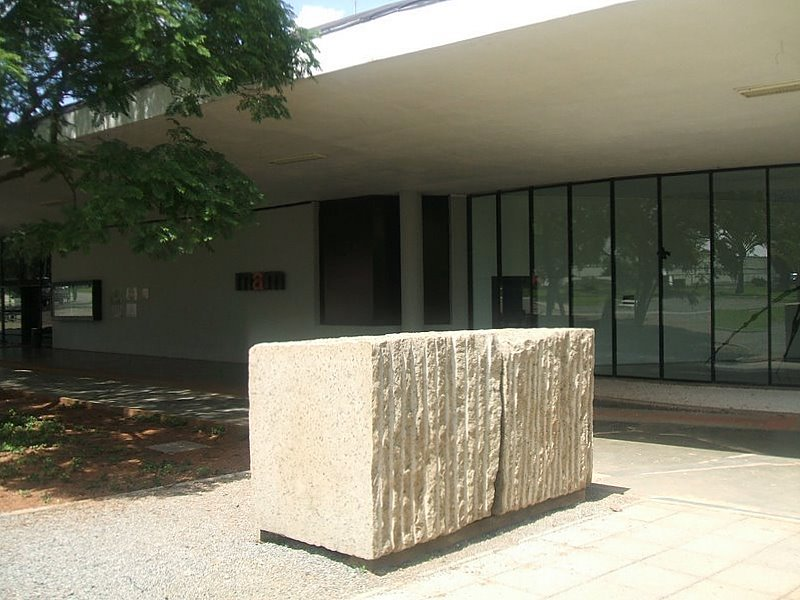
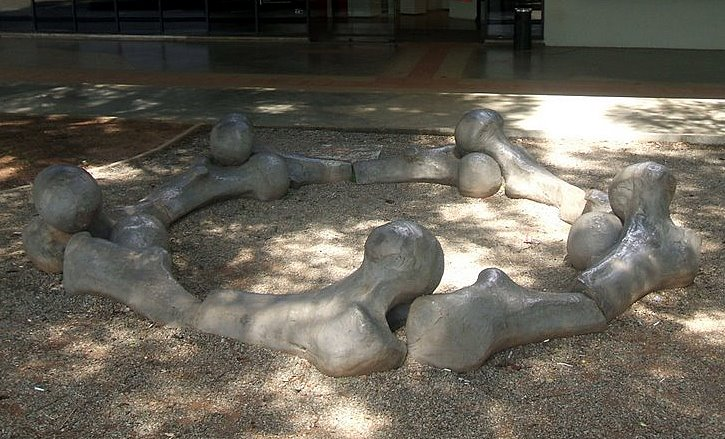
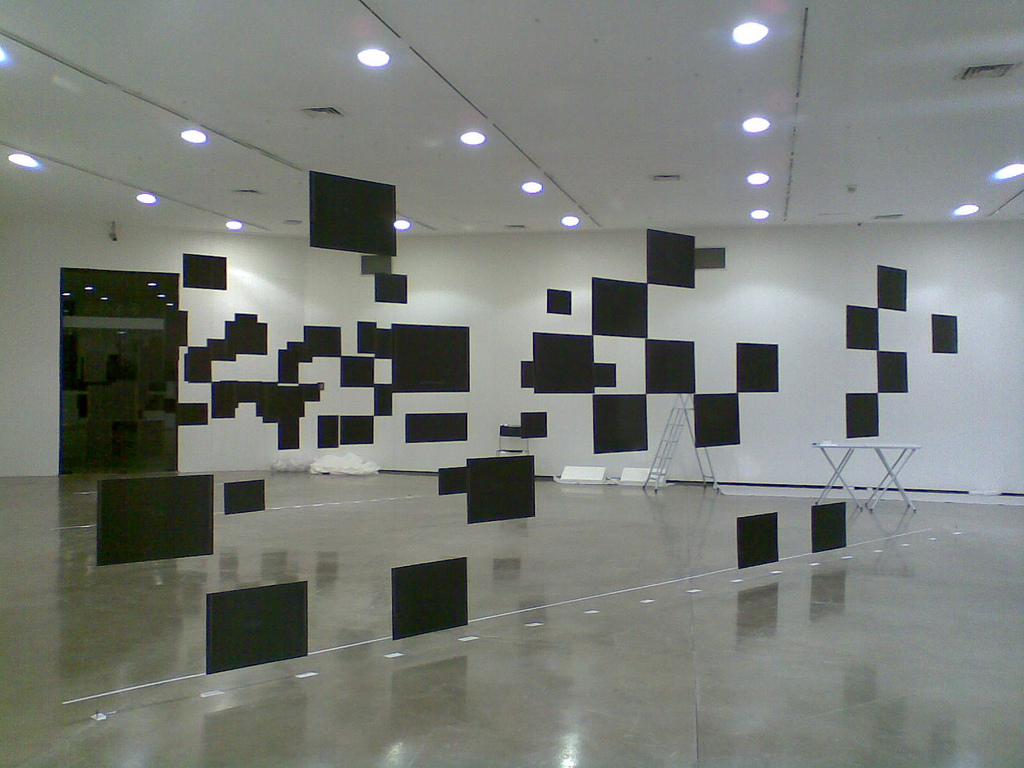
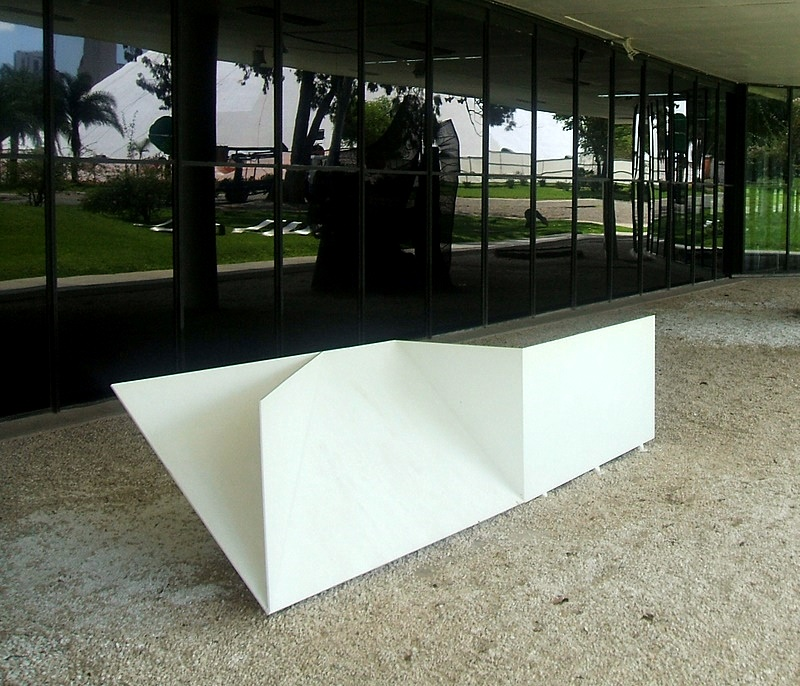
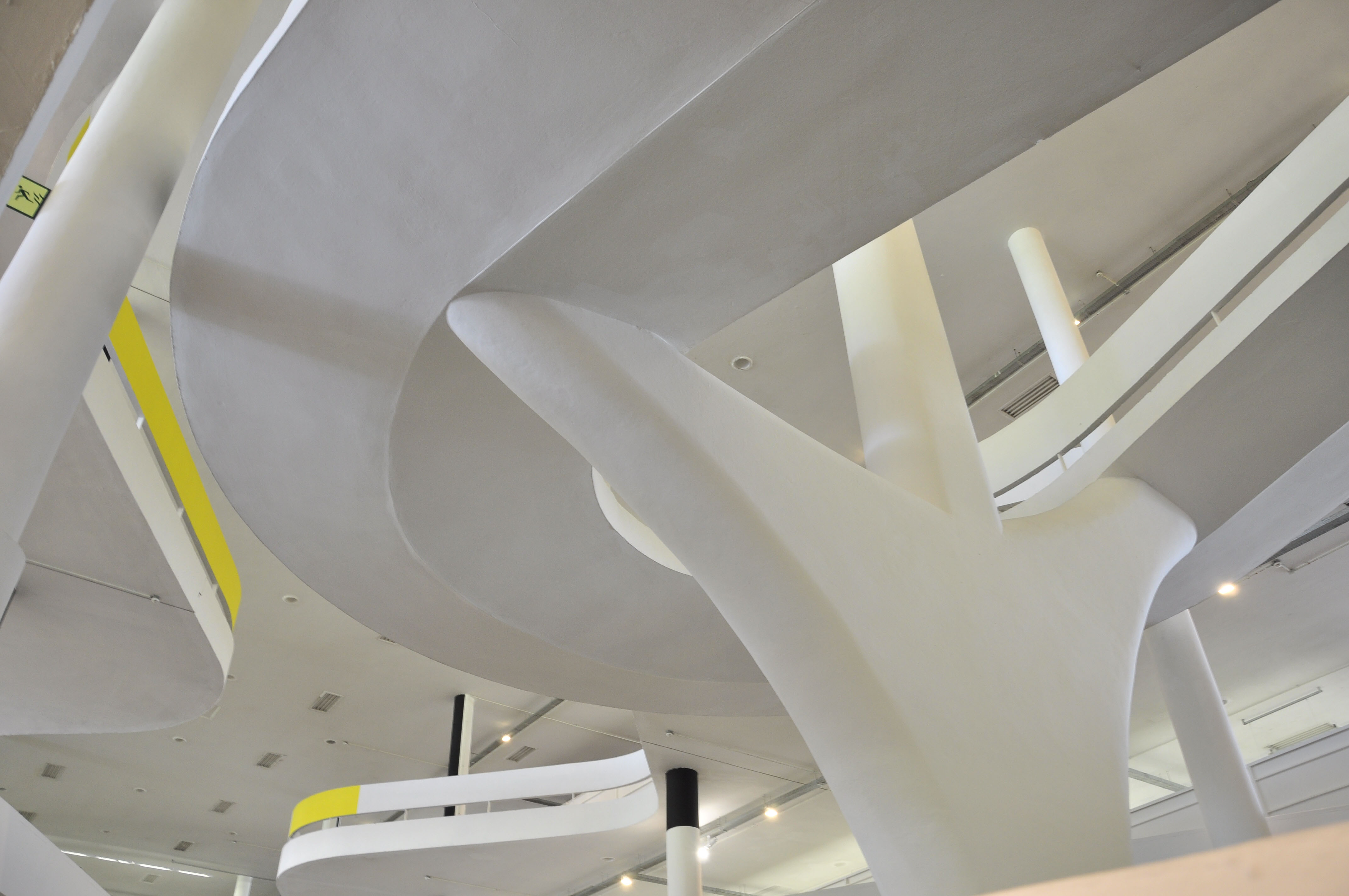
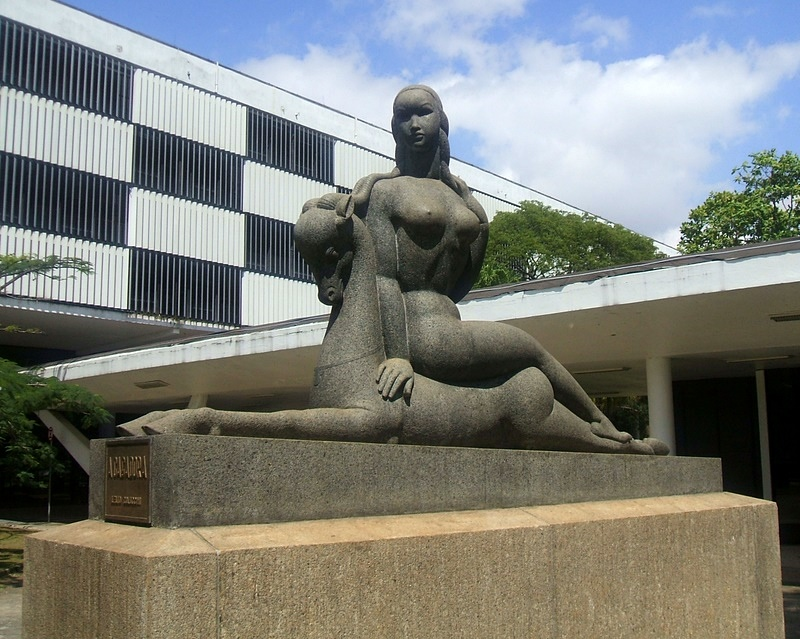
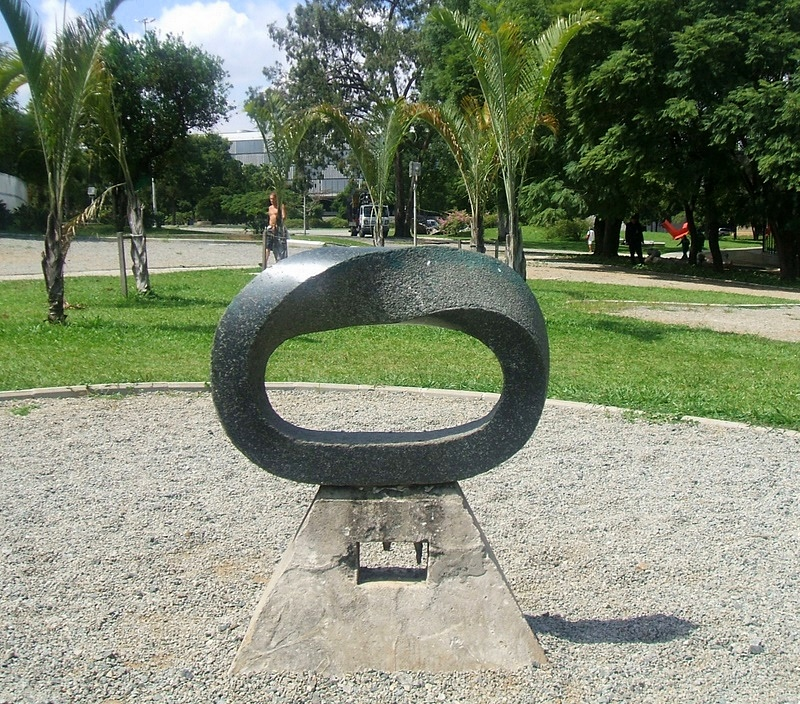
小原久雄作品[注釈 1]。